# اندیس سیلیجرد
سیلیجرد یک اندیس فلزی است که در حوالی شهر ساوه استان مرکزی قرار دارد و مادهٔ معدنی موجود در آن، طلا است.  